# Harpactea apollinea
Harpactea apollinea är en spindelart som beskrevs av Brignoli 1979. Harpactea apollinea ingår i släktet Harpactea och familjen ringögonspindlar.
Artens utbredningsområde är Grekland. Inga underarter finns listade i Catalogue of Life.